# セスタ・ゴーダノ
セスタ・ゴーダノ(イタリア語: Sesta Godano)は、イタリア共和国リグーリア州ラ・スペツィア県にある、人口約1,300人の基礎自治体（コムーネ）。

## 地理

### 位置・広がり

#### 隣接コムーネ
隣接するコムーネは以下の通り。括弧内のPRはパルマ県、MSはマッサ＝カッラーラ県所属を示す。
- アルバレート (PR)
- ボルゲット・ディ・ヴァーラ
- ブルニャート
- カッロ
- カッローダノ
- ヴァレーゼ・リーグレ
- ゼーリ (MS)
- ジニャーゴ

### 地震分類
イタリアの地震リスク階級 (it) では、2 に分類される
。

## 行政

### 分離集落
セスタ・ゴーダノには、以下の分離集落（フラツィオーネ）がある。
- Airola, Antessio, Bergassana, Chiusola, Cornice, Godano, Groppo, Mangia, Oradoro, Orneto, Pignona, Rio, Santa Maria, Scogna, Vizzà